# Актауський сільський округ (Таскалинський район)
Акта́уський сільський округ (каз. Ақтау ауылдық округі, рос. Актауский сельский округ) — адміністративна одиниця у складі Таскалинського району Західноказахстанської області Казахстану. Адміністративний центр — село Актау.
Населення — 1044 особи (2021; 1248 у 2009, 1752 у 1999, 1818 у 1989).
Станом на 1989 рік існувала Актауська сільська рада (села Актау, Біленьке, Кизил, Кірово), село Чорна Падина перебувало у складі Ульянівської сільської ради. Пізніше село Кірово було передано до складу Казахстанського сільського округу. Після 1999 року село Чорна Падина Ульянівського сільського округу увійшло до складу Актауського сільського округу.

## Склад
До складу округу входять такі населені пункти:
| Населений пункт | Старі назви         | Населення, осіб (1989) | Населення, осіб (1999) | Населення, осіб (2009) | Населення, осіб (2021) |
| --------------- | ------------------- | ---------------------- | ---------------------- | ---------------------- | ---------------------- |
| Аккутір, село   | Біленьке, Біленький | 203                    | 144                    | 69                     | 46                     |
| Актау, село     | -                   | 1272                   | 1374                   | 1082                   | 962                    |
| Караой, село    | Чорна Падина        | 252                    | 171                    | 59                     | 14                     |
| Кизилбас, село  | Кизил               | 91                     | 63                     | 38                     | 22                     |